# Крипиц

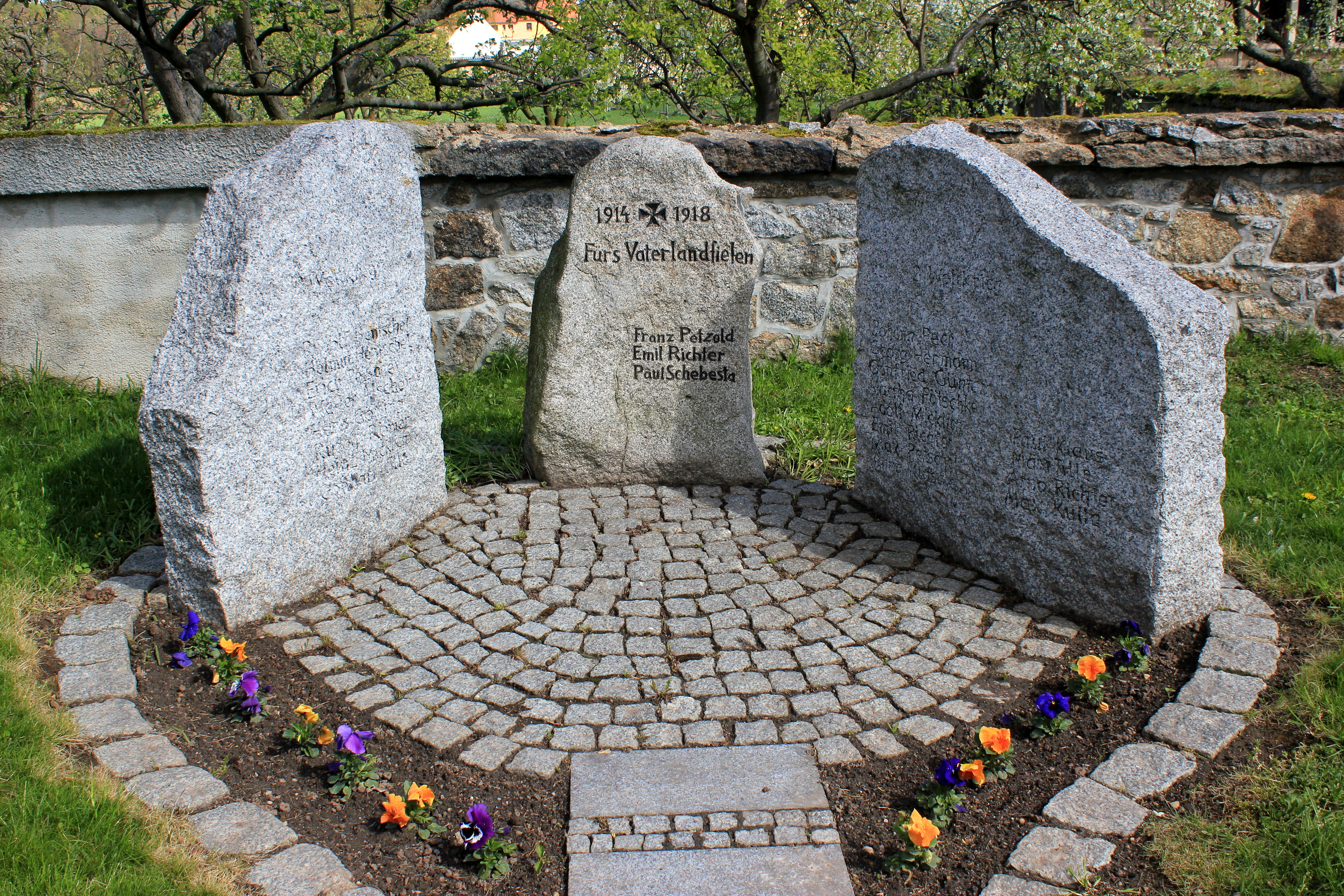
Памятник воинам, погибшим в Первой мировой войне

Кри́пиц или Кре́пецы (нем. Kriepitz; в.-луж. Krěpjecyо файле) — сельский населённый пункт в городских границах Эльстры, район Баутцен, федеральная земля Саксония, Германия.

## География
Находится в шести километрах восточнее Эльстры на автомобильной дороге S105 (участок Эльстра — Паншвиц-Кукау). Западнее населённого пункта проходит автомобильная дорога S94.
Соседние населённые пункты: на северо-востоке — деревня Мильтиц (Милочицы) коммуны Небельшюц, на востоке — деревня Яуэр (Явора) коммуны Паншвиц-Кукау, на юго-востоке — деревни Остро (Вотров) и Кашвиц коммуны Паншвиц-Кукау, на юге — деревня Гёдлау (Йедлов, в городских границах Эльстры), на западе — Эльстра и на северо-западе — деревня Притиц (Протецы, в городских границах Эльстры).

## История
Впервые упоминается в 1225 году под наименованиями «Crippitz». В 1950 году деревня вошла в городские границы Эльстры.
Единственный населённый пункт Эльстры, входящий в состав культурно-территориальной автономии «Лужицкая поселенческая область», на территории которой действуют законодательные акты земель Саксонии и Бранденбурга, содействующие сохранению лужицких языков и культуры лужичан.
Исторические немецкие наименования:
- Crippitz, 1419
- Kripitz, 1420
- Crepitz, 1511
- Crepitcz, 1514
- Kriepitz, 1768

## Население
Официальным языком в населённом пункте, помимо немецкого, является также верхнелужицкий язык.
Согласно статистическому сочинению «Dodawki k statisticy a etnografiji łužickich Serbow» Арношта Муки в 1884 году в деревне проживало 136 жителей (из них — 38 лужичан (28 %).
| 1834 | 1871 | 1890 | 1910 | 1925 | 1939 | 1946 | 2011 | 2015 |
| ---- | ---- | ---- | ---- | ---- | ---- | ---- | ---- | ---- |
| 119  | 144  | 139  | 144  | 132  | 166  | 182  | 226  | 206  |